# Grodzisko (Olesno)
Grodzisko (deutsch Grötsch) ist eine Ortschaft in Oberschlesien. Sie liegt in der Gmina Olesno (Rosenberg OS) im Powiat Oleski in der Woiwodschaft Opole (Oppeln).

## Geographie

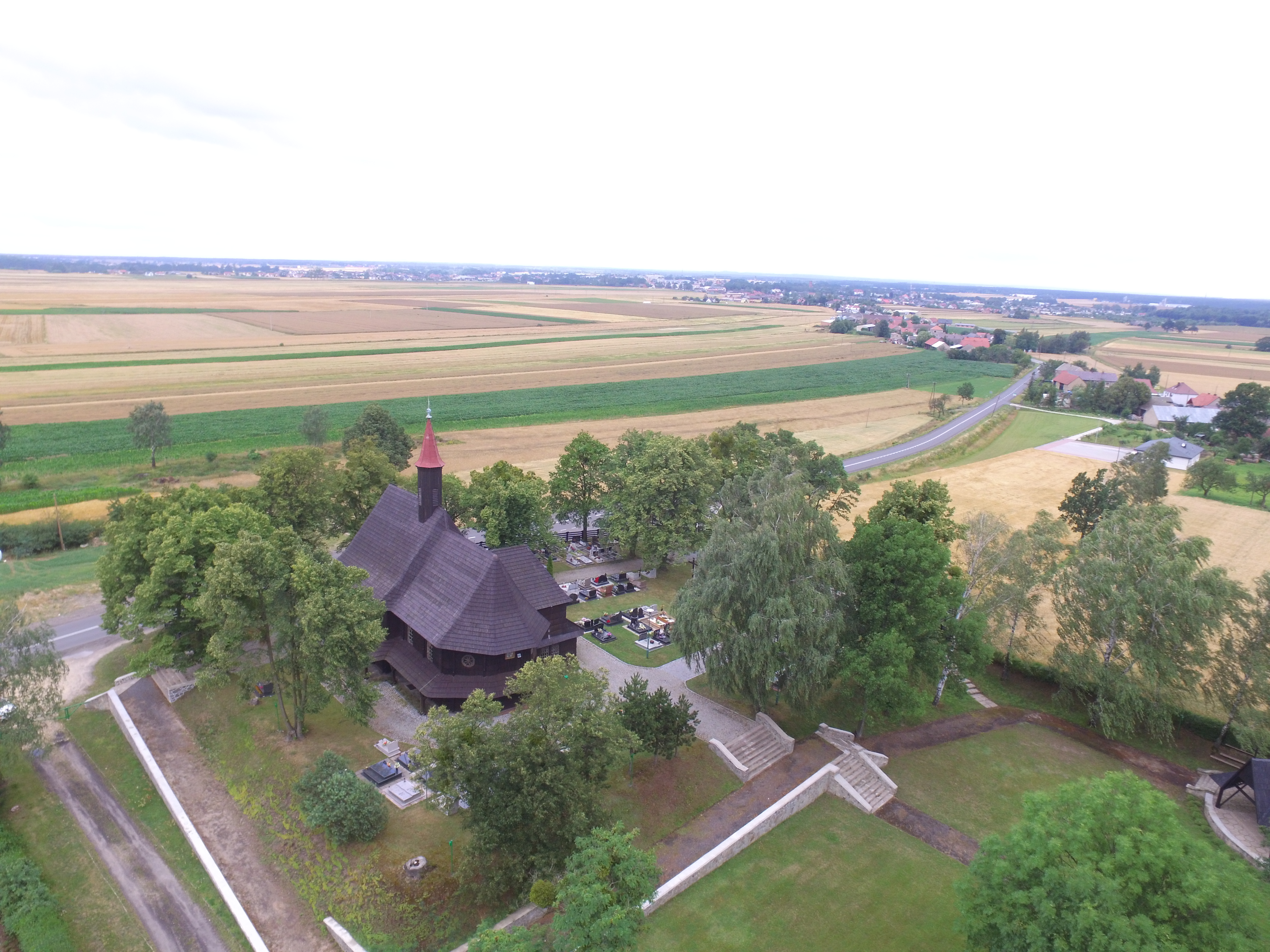
Luftbild der Kirche St. Rochus mit Grodzisko im Hintergrund

### Geographische Lage
Das Straßendorf Grodzisko liegt im nordöstlichen Teil Oberschlesiens im Rosenberger Land. Das Dorf Grodzisko liegt rund einen Kilometer südöstlich der Kreisstadt Olesno und etwa 507 Kilometer nordöstlich der Woiwodschaftshauptstadt Opole.
Der Ort liegt in der Wyżyna Woźnicko-Wieluńska (Woischnik-Wieluń Hochland) innerhalb der Obniżenie Liswarty (Lisswarther Senke). Durch den Ort verläuft die Landesstraße Droga krajowa 11. Nördlich des Dorfes verläuft die Bahnstrecke Lubliniec–Kluczbork.

### Nachbarorte
Nachbarorte von Broniec sind im Nordwesten der Gemeindesitz Olesno (Rosenberg O.S.), im Norden Świercze (Schönwald), im Südosten Sowczyce (Schoffschütz) und im Süden Wysoka (Wyssoka).

## Geschichte

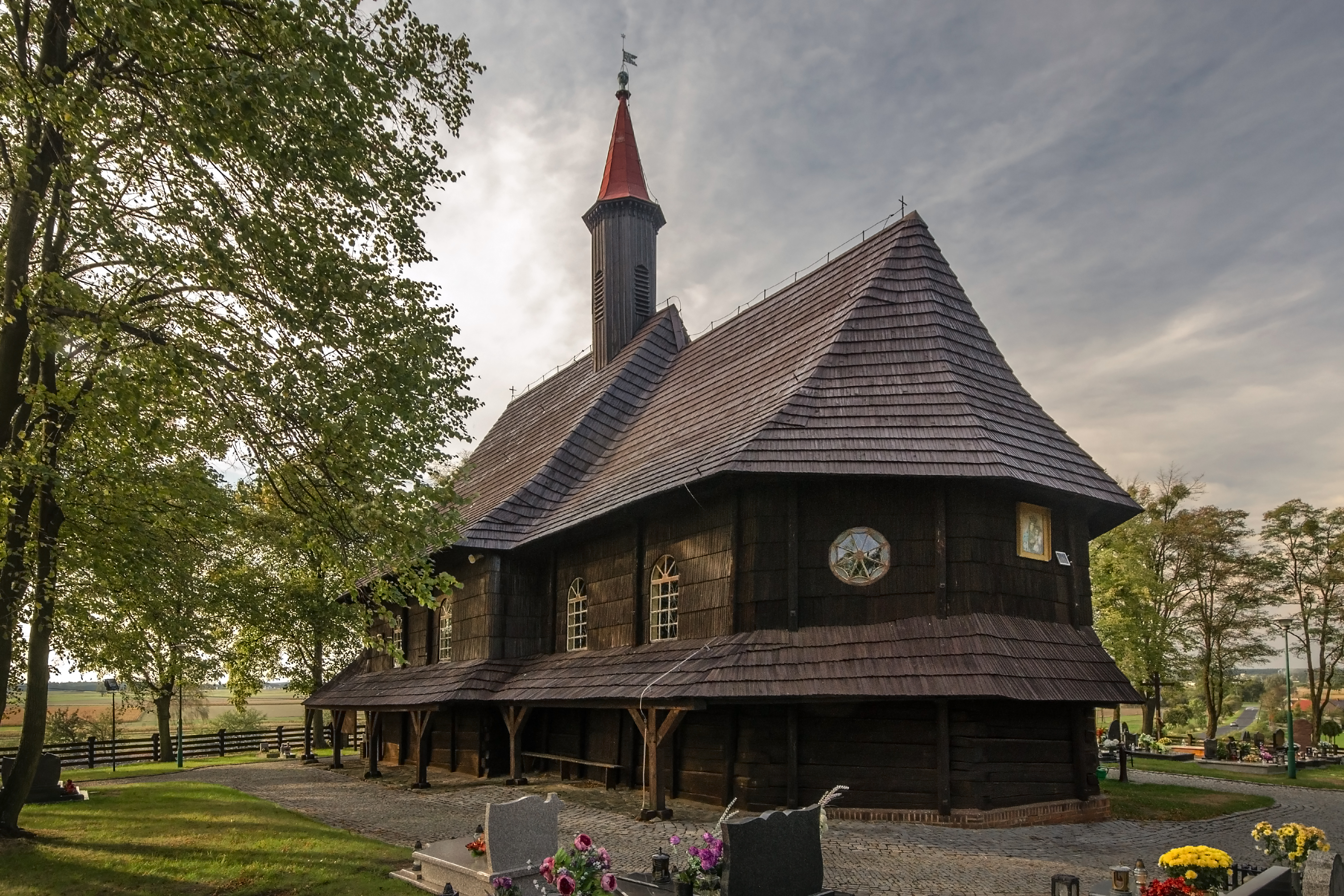
Die Rochuskirche

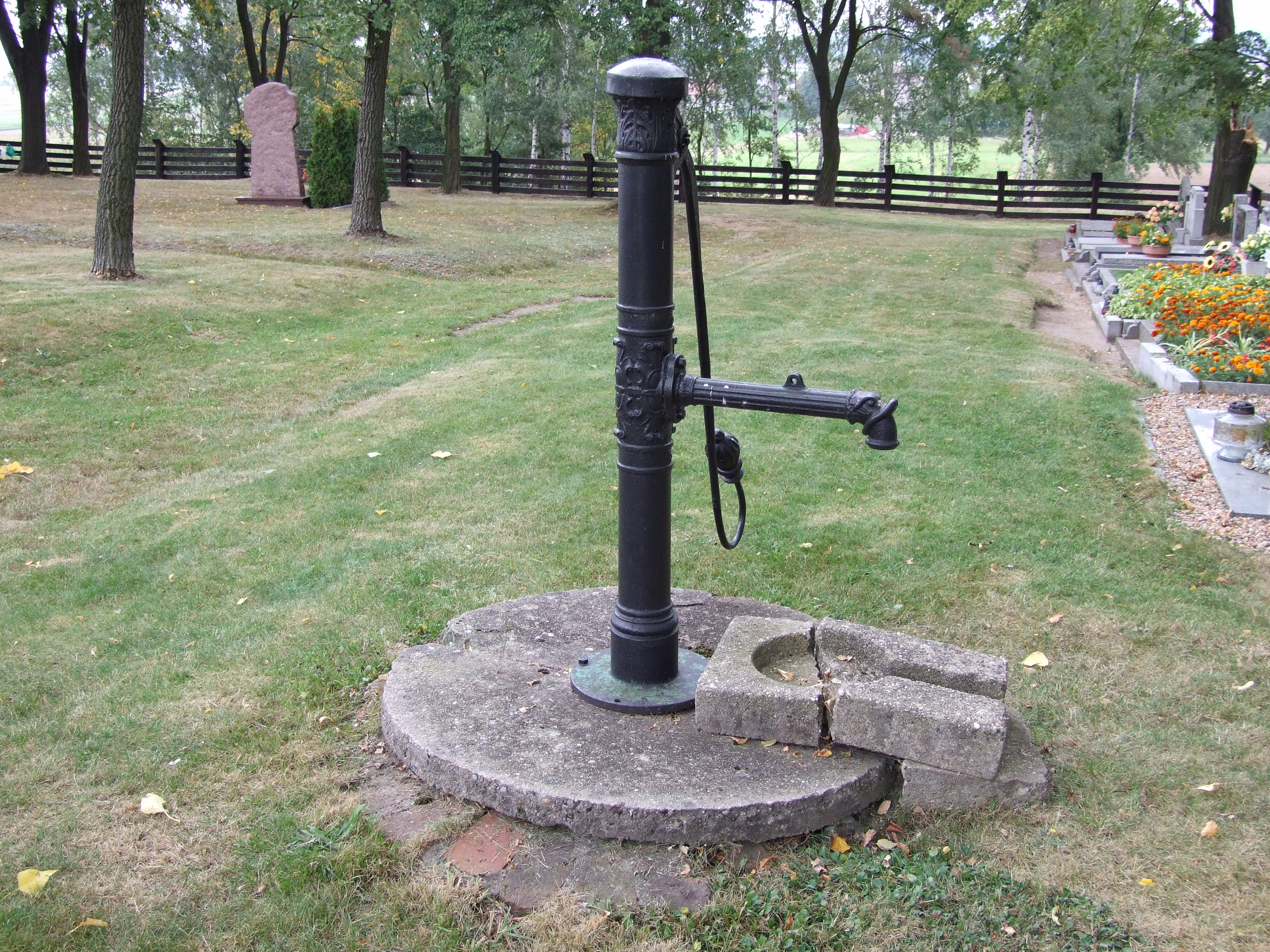
Friedhof

Das heutige Grodzisko bestand ursprünglich aus mehreren Orten. Grodzisko wurde 1482 durch die Stadt Rosenberg erworben. Zur Erinnerung an die Befreiung von der 1708 wütenden Pest wurde auf dem südöstlich von Rosenberg liegenden Rochusberg, dem höchsten Punkt im Kreis, die Rochuskirche erbaut. Diese wurde aus Holz gefertigt und mit zwei Glocken ausgestattet. Sie diente Ablassandachten und später auch als Begräbniskirche für den Ort Walspek. Ende des 18. Jahrhunderts gründete Kriegsrat von Walspeck die Kammereidörfer Walspek und Rosenhain als Kolonien. 1774 wurde Walspek in der Nähe der Rochuskirche gegründet und 1775 Rosenhain.
Die beiden Orte Rosenhain und Walspek wurden 1783 im Buch Beyträge zur Beschreibung von Schlesien als Rosenhayn und Walspeck erwähnt. Rosenhayn war eine Kolonie mit zwölf Stellen und gehörte der Stadt Rosenberg. Die Kolonie hatte 55 deutschsprachige Einwohner, die meist Handwerker von Beruf waren. Walspeck gehörte ebenfalls zur Stadt Rosenberg und hatte zehn Stellen. Grötsch wurde zusammen mit dem Ort Wyssoka als Grodzisko und Wissokka erwähnt. Beide gehörten der Kämmerei zu Rosenberg und hatten 302 Einwohner, 19 Bauern, 27 Gärtner und sechs Häusler, wobei der größte Teil auf Wyssoka verteilt war. Die vier Orte lagen im Kreis Rosenberg des Fürstentums Oppeln.
1865 hatten Rosenhain und Walspek 22 Kolonistenstellen. Grodzisko (Grötsch) gehörte zu Wyssoka.
Bei der Volksabstimmung in Oberschlesien am 20. März 1921 stimmten in der Gemeinde Walspek-Rosenhain 110 Wahlberechtigte für einen Verbleib Oberschlesiens bei Deutschland und 138 für eine Zugehörigkeit zu Polen. Walspek-Rosenhain und Grötsch verblieben nach der Teilung Oberschlesiens beim Deutschen Reich. 1936 wurde Walspek-Rosenhain zu Rosenhain. 1939 wurden die Gemeinden Rosenhain und Lindenhöhe (das frühere Wyssoka) zusammengeschlossen. Bis 1945 befanden sich die Orte im Landkreis Rosenberg O.S.
1945 kamen die bis dahin deutschen Orte unter polnische Verwaltung und wurden anschließend der Woiwodschaft Schlesien angeschlossen und nach einem Zusammenschluss der Orte Rosenhain und Grötsch ins polnische Grodzisko umbenannt. 1950 kam der Ort zur Woiwodschaft Oppeln und 1975 zur Woiwodschaft Tschenstochau. 1999 kam der Ort zum wiedergegründeten Powiat Oleski und wieder zur Woiwodschaft Oppeln.

## Sehenswürdigkeiten
Es gibt vor Ort ein denkmalgeschütztes Gebäude:
- Die römisch-katholische Rochuskirche ist eine Schrotholzkirche und wurde 1710 erbaut.[5] Sie ist eine Stiftung der Stadt Rosenberg nach der Pest 1708. Im Inneren sind ein barocker Hauptaltar von 1714, manieristische Seitenaltäre, eine barocke Kanzel, sowie ein barockes Kruzifix auf dem Triumphbalken.[6]